# سیارک ۷۸۱۲
سیارک ۷۸۱۲ (به انگلیسی: 7812 Billward، نامگذاری:1984UT) هفت هزار و هشتصد و دوازدهمین سیارک کشف شده‌است که در ۲۶ اکتبر ۱۹۸۴ کشف شد.
قدر مطلق سیارک برابر ۱۳٫۳۰ است.